# دونالد دسکی
دونالد سیدنی دسکی (به انگلیسی: Donald Sidney Deskey)؛ (زادۀ ۲۳ نوامبر ۱۸۹۴ میلادی – درگذشتۀ ۲۹ آوریل ۱۹۸۹ میلادی) یک طراح صنعتی اهل ایالات متحدۀ آمریکا بود.

## زندگی‌نامه
دونالد سیدنی دسکی در بلو ارث، مینه‌سوتا به دنیا آمد. او در دانشگاه کالیفرنیا در رشتۀ معماری تحصیل کرد، اما این حرفه را دنبال نکرد و در عوض به یک هنرمند و پیشگام در زمینۀ طراحی صنعتی تبدیل شد. او در سال ۱۹۲۵ میلادی در نمایشگاه بین‌المللی هنرهای تزئینی و صنایع مدرن در پاریس شرکت کرد که بر رویکرد او به طراحی تأثیر گذاشت. او در ادامه یک شرکت مشاورۀ طراحی در شهر نیویورک و بعداً شرکت دسکی-ولمر (با مشارکت فیلیپ ولمر) که در طراحی مبلمان و پارچه تخصص داشت، تأسیس کرد. طراحی‌های او در این دوره از آرت دکو به سبک استریم‌لاین مدرن پیشرفت کرد.

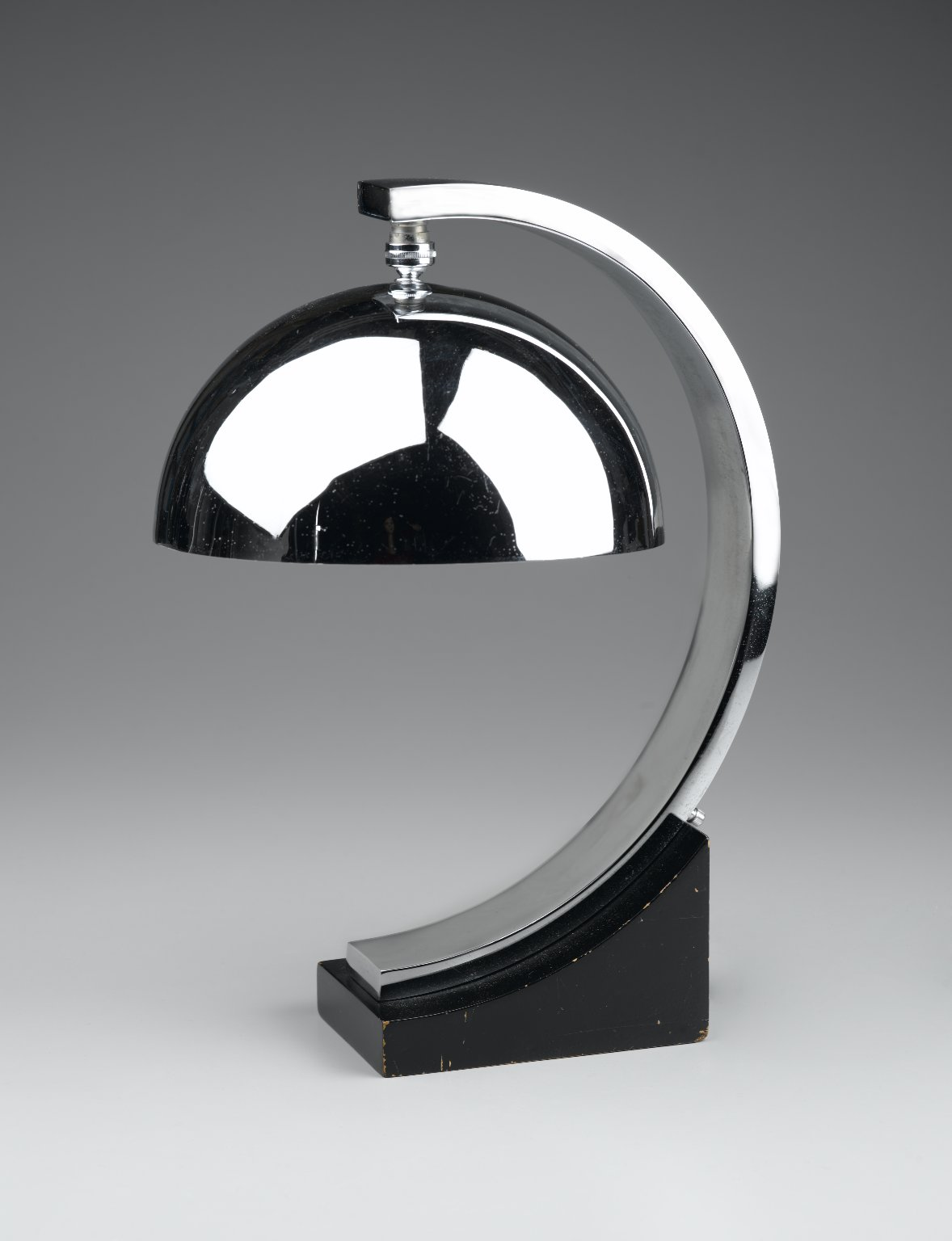
چراغ رومیزی دونالد دسکی، ۱۹۳۱–۱۹۲۷ میلادی

دسکی برای اولین بار به عنوان یک طراح با ویترین‌های فروشگاه بزرگ فرانکلین سایمون در منهتن در سال ۱۹۲۶ میلادی، توجه‌ها را به خود جلب کرد. در دهۀ ۱۹۳۰ میلادی، او برندۀ مسابقه طراحی فضای داخلی تالار موسیقی رادیو سیتی شد. او همچنین اشیاء نقاشی شده هندسی را از طریق مغازه مُد روز رینا روزنتال فروخت و کارهای طراحی سفارشی برای او انجام داد. در دهۀ ۱۹۴۰ میلادی، او شرکت طراحی گرافیک همکاران دونالد دسکی را راه‌اندازی کرد و برخی از شناخته شده‌ترین نمادهای روز را ساخت، از جمله بسته‌بندی خمیر‌دندان کرست، نشان وسط خال تاید، و همچنین یک مدل پرکاربرد تیر چراغ برق شهر نیویورک. در سال ۱۹۴۰ میلادی، دسکی یک شکل تزئینی از تخته چندلا را توسعه داد که ظاهر مخطط یا شانه‌ای منحصر به فردی داشت. با نام ولدتکس تولید شد و در دهۀ ۱۹۵۰ میلادی بسیار محبوب شد.
شرکت او هنوز در سینسیناتی در حال فعالیت است. مجموعه‌ای از آثار او در موزۀ ملی طراحی کوپر-هویت نگهداری می‌شود. او در ورو بیچ، فلوریدا، شهری که در سال ۱۹۷۵ میلادی در آن بازنشسته شده بود، درگذشت.
در سال ۱۹۲۳، دسکی با مری کمبل دوتت، پیانیست و بعداً استاد موسیقی در کالج جونیاتا ازدواج کرد. آن‌ها دو پسر داشتند، مایکل دوتت دسکی، معمار، و دونالد استفن («استیو» یا دی. استفن) دسکی، یک پیمانکار ساختمان. در سال ۱۹۵۲ میلادی، دسکی با کاترین گادفری برنان ازدواج کرد، که تا پایان زندگی با او به سر برد.